# Denise Dupont
Denise Dupont (født 24. maj 1984 på Glostrup Hospital) er en dansk tidligere curlingspiller, der til dagligt spillede i Hvidovre Curling Club. Hun har blandt andet været med at til vinde sølv ved EM i curling i 2002 og bronze ved EM i 2005.
Hun deltog desuden på det danske landshold i curling under Vinter-OL 2010 i Vancouver. Dette var hendes andet OL, ved vinter-OL 2006 i Torino sluttede hun på en niendeplads.
Denise Dupont er storesøster til Madeleine Dupont. Madeleine og Denise Dupont spillede stort set altid sammen på landsholdet, men deres resultater ved internationale mesterskaber var gennem en længere periode præget af, at de danske kvinder reelt var amatører, der spillede mod helprofessionelle hold, og det blev til sidst umuligt at få til at hænge sammen økonomisk. Derfor indstillede søstrene deres aktive karrierer efter VM i 2019 i Silkeborg.
Denise og hendes søster deltog dog ved vinter-OL i Beijing 2022.